# Jensenia decipiens
Jensenia decipiens là một loài rêu trong họ Pallaviciniaceae. Loài này được (Mitt.) Grolle mô tả khoa học đầu tiên năm 1964.